# جبل مكحول (بيجي)
جبل مكحول هو جبل في شمال شرق قضاء بيجي شمال محافظة صلاح الدين وسط شمال العراق محاذي لغرب نهر دجلة، يبدأ من شمال مركز بيجي غرب منطقة الفتحة ممتداً شمالاً مسافة 37 كيلومتراً، الجبل في مقاطعة سياج مكحول والرفيع رقم 18 ومقاطعة سفح جبل مكحول رقم 90.

## تاريخ الجبل
رأى نائل حنون أن جبل مكحول الممتد من بيجي إلى العاصمة آشور متطابقُ الوصف مع جبل اسمه بلاسقي مذكور صفته في العصر الآشوري الحديث.
قال عبد الله الجبوري في موسوعة مدينة تكريت "ومن الديار التي نزلت فيها تغلب تكريت ونصيبين والثرثار وأصقاع من الموصل، وفي هذه البقاع وقعت حروب كثيرة بين هذه القبائل، تغلبت فيها تغلب..وكانت لها السيادة...ومن آثارهم الآن: ديار ربيعة في الشمال الغربي من الموصل، وربيعة هم من أصول قبيلة تغلب إلا أن كثيرا ممن كان ينتسب الى تغلب يقدم نسبة الربعي على التغلبي، ومن أيامهم المشهورة: يوم البسوس، ويوم الثرثار، ويوم الكحيل، والكحيل : هو جبل مكحول، وكان هذا الموضع مدينة عظيمة، وعيّنه البلدانيون العرب في الجانب الغربي من دجلة ما بين الفتحة والشرقاط".

## مضيق الفتحة

مضيق الفتحة في منطقة الفتحة شمال قضاء العلم في محافظة صلاح الدين، وتظهر جبال حمرين وجبال مكحول مفصولة بنهر دجلة وبأرض سهلية ضيقة لا جبال فيهة

مضيق الفتحة يفصل مرتفعات حمرين عن مرتفعات مكحول ويكون مجرى النهر فـي هـذا الجزء فقط محاطاً بسهل ضيق.